# 温暖高気圧
温暖高気圧（おんだんこうきあつ）とは、地上付近において、周囲よりも相対的に温暖な空気で構成される高気圧のこと。
大気の上から下まで周囲よりも温暖な空気のみで構成される場合は、高気圧にはならない。温暖高気圧は、対流圏の上層や成層圏下部が（同じ高度の）周囲より寒冷な空気で構成されていることで、その下の空気が圧縮されるために高圧を保っている。
下層から中層まで多くの部分は高気圧であり、上空に行くほど周囲との気圧差が大きいことから、背の高い高気圧とも形容される。対流圏界面が成層圏側に盛り上がっているのも特徴。
これに対し、地上付近において寒冷な高気圧を寒冷高気圧という。
温暖高気圧は、以下のように細分される。
- 亜熱帯高気圧
- 移動性高気圧
- ブロッキング高気圧